# Валентайн, Боб (футболист)
Ро́берт Валента́йн (англ. Robert Valentine; 21 декабря 1877 — 16 января 1926) — английский регбиист и футболист.

## Биография
Родился в Пендлтоне, Солфорд, Ланкашир. Был младшим ребёнком в семье Роберта Валентайна-старшего, который служил в рядах военно-морского флота, и Энн Уоллуорк. Его старший брат, Джим (1866—1904) был регбистом и легендой клуба «Суинтон». Их Роберт Валентайн-старший умер в 1884 году, когда Роберту-младшему было 6 лет, после чего Роберт жил со своим братом Джимом.
Роберт был регбистом и, как и его брат, играл за клуб «Суинтон Лайонс». В мае 1903 года он подписал контракт с местным футбольным клубом «Манчестер Юнайтед», изначально как защитник. Дебютировал в основном составе 25 марта 1905 года в матче против «Блэкпула» на «Блумфилд Роуд» на позиции вратаря, сохранив свои ворота «сухими». Основным вратарём команды на тот момент был Гарри Могер, поэтому в оставшейся части сезона 1904/05 провёл за команду только один матч в последней игре сезона против того же «Блэкпула», но уже на домашнем стадионе «Юнайтед».
В сезоне 1905/06 продолжал оставаться вторым вратарём команды, сыграв в 8 матчах. По итогам сезона «Манчестер Юнайтед» занял второе место во Втором дивизионе и вышел в Первый дивизион Футбольной лиги.
В 1907 году Валентайн возобновил регбийную карьеру, вернувшись в «Суинтон Лайонс».
Умер в Королевском госпитале Солфорда (Salford Royal Hospital) в январе 1926 года.